# Dongyangopelta yangyanensis
Dongyangopelta yangyanensis es la única especie del género extinto Dongyangopelta de dinosaurio anquilosaurio de la familia de los nodosáuridos que vivió a mediados del período Cretácico hace entre 113 93 millones de años durante el Albiense al Cenomaniense en lo que es hoy Asia.

## Descripción
Dongyangopelta es un anquilosauriano de tamaño mediano, 3 a 4 metros de longitud. Su espalda está cubierta de osteodermos, algunos de los cuales forman curvas triangulares hacia atrás en sección transversal. La pelvis está cubierta con un escudo de cadera fusionada, el primero que se encuentra en un anquilosauriano fuera de Europa o América del Norte.
Los descriptores identificaron diferentes características en las que Dongyangopelta difiere de su Zhejiangosaurus, dinosaurio relacionado de las mismas capas. La primera vértebra de las vértebras lumbares fusionadas que forma el sacro tiene una faceta frontal que se ensancha mucho lateralmente y se curva ligeramente hacia atrás. El borde superior del ílion es ondulado. La hoja frontal del ílion se gira hacia afuera y hacia abajo y tiene una ranura poco profunda en el borde de la esquina exterior delantera. La parte inferior del fémur se ha ensanchado en gran medida a través del techo, con un ancho máximo del 41% de la longitud del hueso.
Otra parte del diagnóstico es la forma del escudo de cadera que cubre la pelvis. El escudo de la cadera está formado por protuberancias convexas rugosas rodeadas de pequeños bultos y placas rectangulares. La mayoría de los osteodermos en la parte superior están fuertemente ásperos debido a muescas y surcos para la adherencia de una capa córnea en el borde. Algunos osteodermos tienen la forma de una curvatura alta de tres haces.
En 2014, Victoria Megan Arbour señaló que las supuestas diferencias con Zhejiangosaurus pueden explicarse fácilmente por la variación individual. Por lo tanto, podría ser que Dongyangopleta es un sinónimo más joven de Zhejiangopelta . Ella vio un verdadero autopomorfismo en las rosetas del escudo de la cadera, sin ningún otro anquilosaurio conocido, el osteodermo central no está completamente rodeado de pequeñas escamas. La armadura es desconocida en Zhejiangopelta.
Los osteodermos encontrados se dividen en seis tipos. La curvatura de tres líneas se produce en los osteodermos centrales del escudo de la cadera, que tienen un diámetro de más de diez centímetros.

## Descubrimiento e investigación
Sus restos fueron encontrados  en la Formación Chaochuan cerca  de Dongyang, en la provincia de Zhejiang, China. Dongyangopelta fue nombrado originalmente por Rongjun Chen, Wenjie Zheng, Yoichi Azuma, Masateru Shibata, Tianliang Lou, Qiang Jin y Xingsheng Jin en 2013 y la especie tipo es Dongyangopelta yangyanensis.
En octubre de 2009, un residente de Yangyan, en la provincia de Zhejiang, informó sobre el descubrimiento de huesos de dinosaurios al construir un complejo de edificios. Muchos huesos de saurópodos se han excavado en el área, por lo que el informe no recibió inmediatamente toda la atención. Finalmente, se preparó una operación de rescate para almacenar los huesos antes de que la parcela se preparara para la construcción. Como del 23 de septiembre comienzo del 2010 tuvo equipos del Museo de Historia Natural de Zhejiang y japonés Museo de Dinosaurios de la prefectura de Fukui para exponer el sitio juntos el 4 de octubre para su sorpresa encontrando un caparazón de un anquilosauriano que fue excavado hasta el 11 de octubre. En 2012, se completó la preparación del fósil.
En 2013 fue la especie tipo Dongyangopelta yangyanensis nombrados y descritos por Chen Rongjun, Zheng Wenjie, Yoichi Azuma, Masateru Shibata, Lou Tianliang, Jin Qiang y Jin Xingsheng. El nombre del género combina el nombre del distrito de la ciudad de Dongyang con el término en griego πέλτη, peltè, "escudo", un sufijo común en los nombres de anquilosaurianos. La designación de la especie se refiere al origen de Yangyan.
El fósil , holotipo DYM F0136, se encuentra en una capa de la formación Chaochuan que data entre el Albiense al Cenomaniense. Consiste en un esqueleto parcial sin cráneo. Se han conservado: un escudo de cadera en una sola pieza, una serie de vértebras lumbares y vértebras sacras; costillas y tendones osificados, el frente de un húmero derecho, fusionado con dos costillas sacras, el muslo derecho, tres uñas de los pies y varios osteodermos separados . Los diferentes elementos no estaban relacionados.

## Clasificación
Dongyangopelta se coloca en los Nodosauridae, basándose principalmente en el hecho de que la cabeza del fémur está claramente separada del trocánter mayor . De acuerdo con un análisis cladístico, formaría un clado con Zhejiangosaurus, quien nuevamente es el grupo hermano de Struthiosaurus. Su rama conjunta estaría por encima de los Polacanthinae, pero bajo Hungarosaurus.